# 哀愁の花びら
『哀愁の花びら』（Valley of the Dolls）は1967年のアメリカ合衆国の映画。マーク・ロブソン監督の作品で、出演はバーバラ・パーキンスやシャロン・テートなど。
公開時に批評家から否定的な評価を受けたが、後年はその野蛮な感性からカルト的人気を得るようになった。

## ストーリー
田舎からニューヨークに来たアンは芸能エージェントに秘書として入社し、初仕事として大スターのヘレンの契約をとることになった。ヘレンは新人女優・ニーリーを自分の舞台から降板させることを条件に承諾する。その後、ニーリーはアンたちのサポートによって人気を博し、マネージャーのメルと結婚する。また、ニーリーの友人であるグラマー女優ジェニファーもハリウッドで人気を博す。同じころ、アンは社長補佐のライオン・バークと肉体関係を持つ。一度はバークとの同棲を断るも、アンは彼と同棲する。
一方、ニーリーは人気ゆえに慢心となり、メルと離婚する。また、酒や薬物の乱用によって仕事にも支障が出るようになり、ついには精神病院へ入院する。
また、ジェニファーは夫トニーの治療費を得るためにポルノ映画に出演する。だが、乳がんにかかった彼女は乳房を切除せざるを得なくなり、自殺する。さらにそのころ、精神的・肉体的に不調に陥ったニーリーはテッドとも別れ、マネージャーとなったバークを寝取る。そして、台頭する新人たちを恐れるあまり、彼らを自分のショウから排除していった。そして、再び酒と睡眠薬に溺れた彼女は、劇場裏の路地で倒れる。
一人帰郷したアンのもとに、バークが再び現れる。しかし、アンは自分の好きなこの土地でしばらく一人でいたいと話す。

## キャスト
| 役名         | 俳優                 | 日本語吹替                          |
| 役名         | 俳優                 | 日本テレビ版                        |
| ------------ | -------------------- | ----------------------------------- |
| アン         | バーバラ・パーキンス | 高橋ひろ子                          |
| ニーリー     | パティ・デューク     | 神保共子                            |
| ジェニファー | シャロン・テート     | 緑魔子                              |
| ライアン     | ポール・バーグ       | 仁内建之                            |
| ヘレン       | スーザン・ヘイワード | 清水良英                            |
| トニー       | トニー・スコッティ   | 津嘉山正種                          |
| メル         | マーティン・ミルナー | 中田浩二                            |
| ベラミー     | ロバート・H・ハリス  | 滝口順平                            |
| ディレクター | ロバート・ビバーロ   | 筈見純                              |
| 不明 その他  |                      | 田中康郎 村越伊知郎 峰恵研          |
|              |                      |                                     |
| 演出         | 演出                 | 長野武二郎                          |
| 翻訳         | 翻訳                 | 大野隆一                            |
| 効果         |                      |                                     |
| 調整         |                      |                                     |
| 制作         | 制作                 | ニュージャパンフィルム              |
| 解説         |                      |                                     |
| 初回放送     | 初回放送             | 1974年11月20日 『水曜ロードショー』 |

## スタッフ
- 監督：マーク・ロブソン
- 製作：デヴィッド・ワイスバート
- 原作：ジャクリーン・スーザン
- 脚本：ヘレン・ドイッチュ、ドロシー・キングスレイ
- 撮影：ウィリアム・H・ダニエルズ
- 音楽：ジョン・ウィリアムズ